# Frou Frou
Frou Frou es un dúo británico de música electrónica compuesto por Imogen Heap y Guy Sigsworth. Ellos lanzaron su único álbum Details en 2002. Ambos componen, producen y tocan los instrumentos en las pistas, mientras Heap además provee las voces. Frou Frou se disolvió amistosamente en 2003 para tomar caminos musicales separados.
Sin embargo, su actividad musical, aunque inconstante se ha mantenido activa a través de los años.
Imogen y Guy han lanzado canciones inéditas y canciones pasadas que no lograron incluirse en su álbum debut.
Su actividad musical ha recobrado fuerza a partir del 2022, con la publicación del E.P "Off Cuts" y el relanzamiento del vigésimo aniversario de "Details"
En 2025, lanzan el sencillo "Aeroplane" 

## Historia

### Introducción
Heap y Sigsworth se conocieron a mitad de los 90' en la escena musical de Londres. Heap y su discográfica se enteró de Sigsworth debido a su trabajo en composición, producción e interpretación en teclado junto a Seal y Björk. Su primer trabajo juntos consistió en Heap proveyendo voces extras para la banda de Sigsworth Acacia. Ella posteriormente contribuyó a la alineación en vivo de Acacia en varios conciertos, convirtiéndose en una significante «miembro flotante» de la banda, aunque nunca se unió oficialmente al grupo, cantando en todas las canciones, a excepción de una, del malogrado álbum debut Cradle. 
Sigsworth posteriormente contribuyó al álbum debut de Heap iMegaphone, el cual fue lanzado por la ahora extinta Almost Sounds en 1998. Juntos compusieron el primer sencillo de iMegaphone, el angustioso «Getting Scared», producido por Sigsworth, y el lado B del segundo sencillo, «Shine», llamado «Airplane».  
Heap fue a la gira internacional de iMegaphone, promoviendo el álbum, mientras Sigsworth, luego de la separación de Acacia en 1997, continuó componiendo y produciendo para otros artistas, incluyendo Madonna y Lamb. Existiendo una amistad latente, el par se mantuvo en contacto.

### Formación
En 2001 Sigsworth empezó a confeccionar un álbum bajo el proyecto de nombre Frou Frou. El bosquejo inicial del proyecto fue de una colección de pistas compuestas y producidas por Sigswotyh, ampliada para cantantes, compositores, poetas o raperos. El nombre Frou Frou fue elegido por ella misma, una clara francófila. Deriva del poema de 1870 Ma Bohème por Rimbaud, y es la onotopeya francesa del silbido hecho por las poleras de las bailarinas. Frou-Frou es también el nombre del trágico caballo de Count Vronsky de la novela Anna Karenina escrita por Tolstoy.
Uno de los primeros vocalistas que Sigsworth contactó fue Imogen Heap. Heap cuenta que Sigsworth la invitó a su estudio a componer la letra para un tema de compás cuatro, con la condición de que incluyera la palabra «amor» en alguna parte. El primer verso que se le ocurrió fue «lung of love, leaves me breathless» (pulmón de amor, me deja sin respiración), con lo que el tema «Flicks» del álbum Details nació. Una semana después, Sigsworth la llamó nuevamente y juntos compusieron y grabaron «Breathe In», el cual finalmente se convirtió en el primer sencillo de Frou Frou.
Simultáneamente, Heap estaba en el limbo de su carrera. Su sello discográfico quebró, siendo comprado y posteriormente disuelto, dejándola sin un contrato discográfico, a pesar de que su segundo álbum estaba compuesto y listo para grabarse. Estando estancada por un año, agradeció la oportunidad de colaborar en nuevos temas con Sigsworth.
Más colaboraciones continuaron a través de un año con ambas tomando iguales roles en composición, instrumentalización y producción hasta completar casi la mitad del álbum. En diciembre de 2001, Sigsworth y Heap decidieron establecerse formalmente como un proyecto dúo. Heap le pareció bien el nombre Frou Frou y fue mantenido como el nombre de la banda. El primer lanzamiento oficial de Frou Frou fue un remix de «Airplane» (renombrado «Aeroplane»), el cual el dúo había completado para el relanzamiento japonés del álbum debut de Heap.

### Details
En 2002 Frou Frou firmó un contrato discográfico con Universal Records bajo el sello Island Records en Reino Unido y Europa, y MCA Records en Estados Unidos. Lanzaron su primer y único álbum Details en agosto de 2002. Un disco de música electrónica con elementos de trip-hop, pop y rock, los eclécticos e intrincadamente producidos temas usan un amplio rango de instrumentos tradicionales mediante violonchelos, autoarpas, guitarras, teclados y tambores indios, con voces moduladas de Heap.
El álbum recibió los elogios de la crítica, no obstante, esto no se tradujo en las ventas que el dúo había esperado. «Breathe In» fue lanzado como el primer sencillo internacional. Alcanzó el número dos en la lista de hits radiales de Italia y debutó en el Top 50 de la lista de sencillos de Reino Unido.
Sin embargo, los siguientes sencillos «Must Be Dreaming» y «It's Good To Be In Love» no fueron lanzados comercialmente en Reino Unido, debido a falta de interés radial y televisivo. Ambos sencillos lograron relativo éxito en Asia, particularmente en Indonesia, donde alcanzaron el Top 10 de más escuchados, el número 7 y 5, respectivamente, en las listas Airplay de Indonesia.
Un vídeo fue hecho para el cuarto tema del álbum, el próximo «The Dumbing Down Of Love», dirigido por Joel Peissig, quien posteriormente dirigió el vídeo solista de Heap «Hide and Seek». Después de la extensa gira por todo Estados Unidos, donde el dúo ha consolidado una base de cultura fanática, Frou Frou se disuelve en 2003.
La canción «Let Go» fue muestreada en el sencillo «In da cut» de Wiz Khalifa.

### Carrera posdisolución
A pesar de la disolución y el descanso luego de un agitado calendario de gira, Heap y Sigsworth se reagruparon temporalmente para grabar una versión especial de «Holding Out For a Hero» para la banda sonora de Shrek 2. El dúo fue contactado por el director musical de la película, quien había sido fan de Details y las quería para probar suerte en el tema.  El resultado musicaliza los créditos finales de la película, además de aparecer en el CD de la banda sonora. Frou Frou también experimentó un resurgimiento de su popularidad en 2004, cuando la serie de televisión Scrubs protagonizada por Zach Braff escogió «Let Go» como el tema principal para su película independiente Garden State, y luego la misma pista apareció brevemente en el lanzamiento de la película The Holiday en el 2006. A Static Lullaby versionó «Let Go» en el disco hómonino de la banda en 2007, atrayendo la atención de los fanáticos estadounidenses que nunca habían oído a Frou Frou.
Otras canciones de Frou Frou han sido incluidas en programas de televisión como The O.C., CSI: Miami, Dawson's Creek, Roswell, Malcolm in the Middle,Wonderfalls, Six Feet Under, Saturday Night Live, Laguna Beach, Birds of Prey, So You Think You Can Dance, Sugar Rush, Bones, Grey's Anatomy, Queer As Folk, Smallville, Army Wives y Criminal Minds.
El dúo trabajó el 2003 en un tema para el cuarto álbum de Britney Spears, In the Zone, titulado «Over To You Now». La canción fue compuesta por Sigsworth y la estrella pop sueca Robyn junto su infaltable compañera en composición, además Sigsworth le pidió a Heap que se uniera e hiciese la canción más apropiada para Spears, agregándole voces de acompañamiento e infundiéndole un sonido más electrónico. A pesar de no ser usado en In The Zone, la pista fue lanzada a fines de 2005 en la versión japonesa del sencillo «Someday (I Will Understand)» de Spears y en las versiones para Reino Unido y Japón de los CD bonus del lanzamiento en DVD de su reality show Britney and Kevin: Chaotic.
En 2003, Heap volvió a trabajar en su carrera como solista, llevándole un año para componer, producir e instrumentalizar su segundo álbum solista, titulado Speak for Yourself y lanzado en 2005. Sigsworth, un exitoso y estimado productor ya antes de su trabajo con Heap en Frou Frou, también ha continuado componiendo y produciendo para otros artistas, incluyendo a Britney Spears en su exitoso sencillo «Everytime», el cual alcanzó el puesto número uno del ranking semanal de sencillos de Reino Unido en 2004, además de trabajar con Sugababes y Kate Havnevik. Heap también ha compuesto y producido para el ganador del programa británico Fame Academy Alex Parks, y para Nik Khawes, y ambas han remezclado pistas para la banda británica de electro-rock Temposhark. Sigsworth también ha producido el álbum Flavors of Entanglement de Alanis Morisette, lanzado el 2008. Heap ha lanzado su tercer álbum solista el 2009, titulado Ellipse, y ha empezado a trabajar para su cuarto álbum solista.

## Posibles lanzamientos futuros
En septiembre de 2009, Sigsworth anunció por Twitter que él y Heap lanzarían las dos canciones inéditas restantes de Frou Frou, «Deal Wiith It» y «Guitar Song», el 2010. A partir de febrero de 2011, un demo inconcluso de «Deal With It» ha circulado en la internet, sin que se haya lanzado oficialmente ninguna de las pistas. Heap también ha dicho en artículos que el dúo estará colaborando en el futuro, aunque no se han dado detalles concretos.

## Discografía

### Álbumes de estudio
- Details (2002) MCA/Island Records

### Sencillos
- «Breathe In» (junio de 2002) (UK #44)[1]
- «It's Good To Be In Love»
- «Let Go» (solo para promoción)
- «Must Be Dreaming»